# Rosa Martínez Delgado
Rosa Martínez Delgado (Soria, 1955) és una comissària i crítica d'art espanyola.

## Trajectòria
Entre les exposicions que ha comissariat es troba "Nada temas, dice ella. Cuando el arte revela verdades místicas" al Museu Nacional d'Escultura de Valladolid. Ha estat cocuradora de l'exposició "TRA. Edge of Becoming" organitzada per la Fundació Axel Vervoordt i el Museu Palazzo Fortuny (Venezia, 2011).
Com a comissària independent, Rosa Martínez ha organitzat entre altres exposicions internacionals l'exposició central de la 51a Biennal de Venècia (2005) amb el títol "Always a Little Further"; la 5a Biennal Internacional d'Istanbul amb "On Life, Beauty, Translations and Other Difficulties" (1997), i l'exposició “Chacun à són goût” per al desè aniversari de Museu Guggenheim de Bilbao (2007). El 2001 va comissariar amb Xabier Arakistain l'exposició "Trans Sexual Express" al Centre d'Art Santa Mònica de Barcelona.
Com a assessora d'art, Rosa Martínez ha ampliat la col·lecció del Museu d'Art Modern d'Istanbul, on va ser la curadora-cap de 2004 a 2007. La seva col·laboració amb el Museu Guggenheim Bilbao el 2007-2008 va actualitzar la col·lecció contemporània del museu, incloent obres de destacats joves artistes bascos.
Com a crítica d'art és col·laboradora de mitjans i revistes especialitzades entre els quals destaquen Le Monde Diplomatique en espanyol, Flaix Art International, El País, Atlántica, Letra Internacional o La Guia del Ocio. És també autora d'assajos per a catàlegs d'artistes.

## Exposicions destacades

### Biennals internacionals
- 2007: Cocuradora de la 2a. Biennal de Moscou (Moscou, Rússia).
- 2006: Cocuradora de la 27 Biennal de Sao Paulo (Sao Paulo, el Brasil) .
- 2005: Directora de la Biennal de Venècia.
- 2005: Cocuradora de la 1a Biennal de Moscou juntament amb Joseph Backstein, Daniel Birnbaum, Nicolas Bourriaud, Iara Boubnova i Hans Ulrich Obrist.
- 2003: Comissària del Pavelló espanyol, Biennal de Venècia 2003.
- 2001-2003: Consellera internacional de la Echigo Tsumari Triennial (el Japó.)
- 2000: Co-curadora de "Leaving the Island", 2a Biennal de Pusan, Metropolitan Art Museum de Pusan (Corea) - amb Young Chul Lee i Hou Hanru.
- 2000: Curadora de "Friends and Neighbours", Biennal EVA 2000, Limerick (Irlanda).
- 1999: Curadora de "Looking for a Place", 3a Biennal Internacional SITE Santa Fe, Santa Fe de nou Mexico (O.S.A.).
- 1997: Directora artística de "On Life, Beauty, Translations and Other Difficulties", 5a Biennal Internacional d'Istanbul, Istanbul.[5]
(Turquia)
- 1996: Cocuradora de Manifesta I, Rotterdam (Països Baixos) -al costat de Viktor Misiano, Katalin Neray, Hans Ulrich Obrist i Andrew Renton.
- 1988-1992: Directora de la Biennal de Barcelona i coordinadora de la participació barcelonina en les Biennals Mediterrànies celebrades a Bolonya (Itàlia), Tesalonica (Grècia), Marsella (França) i Tipasa (Algèria).